# Ентоні Манта
Ентоні Манта (англ. Anthony Mantha; *16 вересня 1994 Лонгьой, Квебек, Канада) — канадський хокеїст, гравець команди НХЛ «Калгарі Флеймс».

## Клубна кар'єра
Є вихованцем клубу ГЮХЛК «Валь-д'Ор Форерс» у складі якого дебютував у сезоні 2010/11 та відіграв чотири роки. За час виступів в ГЮХЛК обирався до другої команди зірок ліги (2012/13).
Гравець року КХЛ в сезоні 2013/14.
12 жовтня 2013 Ентоні уклав трирічний контракт з клубом НХЛ «Детройт Ред Вінгз». Після цього два роки відіграв у складі фарм-клубу «Гранд Репідс Гріффінс» (АХЛ).
14 березня 2016 дебютував у складі «червоних крил» у матчі проти «Філадельфія Флайєрз». 24 березня 2016 відзначився першим голом відзначившись у воротах Бена Скрівенса «Монреаль Канадієнс».
5 жовтня 2017 віддав голеву передачу на капітана «Ред Вінгз» Генріка Зеттерберга.
31 березня 2019 Ентоні закинув три шайби в ворота «Бостон Брюїнс» зробивши таким чином перший хет-трик в НХЛ.

## Збірна
У 2012 в складі юніорської збірної Канади став бронзовим призером юніорського чемпіонату світу.
У складі молодіжної збірної Канади на чемпіонаті світу 2014 року провів сім матчів в яких набрав 11 очок (5+6).
В складі національної збірної Канади срібний призер чемпіонату світу 2019.

## Цікаві факти
Ентоні є онуком чотириразового переможця Кубка Стенлі Андре Проново.

## Статистика

### Клубні виступи
| Сезон        | Клуб                    | Ліга         | Регулярний сезон | Регулярний сезон | Регулярний сезон | Регулярний сезон | Регулярний сезон | Плей-оф | Плей-оф | Плей-оф | Плей-оф | Плей-оф |
| Сезон        | Клуб                    | Ліга         | І                | Г                | П                | О                | ШХ               | І       | Г       | П       | О       | ШХ      |
| ------------ | ----------------------- | ------------ | ---------------- | ---------------- | ---------------- | ---------------- | ---------------- | ------- | ------- | ------- | ------- | ------- |
| 2010–11      | «Валь-д'Ор Форерс»      | ГЮХЛК        | 2                | 0                | 0                | 0                | 0                | —       | —       | —       | —       | —       |
| 2011–12      | «Валь-д'Ор Форерс»      | ГЮХЛК        | 63               | 22               | 29               | 51               | 39               | 4       | 2       | 2       | 4       | 6       |
| 2012–13      | «Валь-д'Ор Форерс»      | ГЮХЛК        | 67               | 50               | 39               | 89               | 71               | 9       | 5       | 7       | 12      | 13      |
| 2013–14      | «Валь-д'Ор Форерс»      | ГЮХЛК        | 57               | 57               | 63               | 120              | 75               | 24      | 24      | 14      | 38      | 52      |
| 2014–15      | «Гранд Репідс Гріффінс» | АХЛ          | 62               | 15               | 18               | 33               | 64               | 16      | 2       | 2       | 4       | 16      |
| 2015–16      | «Гранд Репідс Гріффінс» | АХЛ          | 60               | 21               | 24               | 45               | 32               | 9       | 4       | 7       | 11      | 8       |
| 2015–16      | «Детройт Ред Вінгз»     | НХЛ          | 10               | 2                | 1                | 3                | 2                | —       | —       | —       | —       | —       |
| 2016–17      | «Гранд Репідс Гріффінс» | АХЛ          | 10               | 8                | 2                | 10               | 6                | —       | —       | —       | —       | —       |
| 2016–17      | «Детройт Ред Вінгз»     | НХЛ          | 60               | 17               | 19               | 36               | 53               | —       | —       | —       | —       | —       |
| 2017–18      | «Детройт Ред Вінгз»     | НХЛ          | 80               | 24               | 24               | 48               | 52               | —       | —       | —       | —       | —       |
| 2018–19      | «Детройт Ред Вінгз»     | НХЛ          | 67               | 25               | 23               | 48               | 30               | —       | —       | —       | —       | —       |
| Усього в НХЛ | Усього в НХЛ            | Усього в НХЛ | 217              | 68               | 67               | 135              | 137              | —       | —       | —       | —       | —       |

### Збірна
| Рік              | Команда          | Турнір           | Місце            | І  | Г | П | О  | ШХ |
| ---------------- | ---------------- | ---------------- | ---------------- | -- | - | - | -- | -- |
| 2012             | Канада           | U18              | 3                | 7  | 1 | 0 | 1  | 0  |
| 2014             | Канада           | МЧС              | 4-е              | 7  | 5 | 6 | 11 | 0  |
| Молодіжна збірна | Молодіжна збірна | Молодіжна збірна | Молодіжна збірна | 14 | 6 | 6 | 12 | 0  |